# Белинский (фильм)
«Бели́нский» — советский полнометражный чёрно-белый художественный фильм, поставленный на Киностудии «Ленфильм» в 1951 году режиссёром Григорием Козинцевым. Премьера фильма в СССР состоялась 9 июня 1953 года.
Историко-биографический фильм о жизни и творчестве русского литературного критика, публициста, философа-материалиста, революционного демократа Виссариона Григорьевича Белинского (1811—1848).

## Сюжет
Фильм начинается с цитаты из Некрасова

Придёт ли времячко

(приди, приди, желанное!),

Когда мужик не Блюхера,

И не милорда глупого —

Белинского и Гоголя

С базара понесёт?

## В ролях
- Сергей Курилов — Виссарион Белинский
- Александр Борисов — Александр Герцен
- Владимир Честноков — Николай Некрасов
- Георгий Вицин — Николай Гоголь
- Николай Афанасьев — Михаил Лермонтов
- Юрий Толубеев — Михаил Щепкин
- Игорь Литовкин — Иван Тургенев
- Нина Мамаева — Мария Белинская
- Юрий Любимов — Алексей Алексеевич Фролов, врач
- Владимир Белокуров — Барсуков
- Константин Скоробогатов — Касьянов
- Михаил Названов — Николай I
- Борис Дмоховский — Дубельт

- В титрах не указаны:
- Константин Адашевский — оппонент Белинского
- Ольга Аросева — актриса
- Майя Блинова — крестьянка
- Татьяна Пилецкая — Натали Герцен
- Никодим Гиппиус — эпизод
- Игорь Горбачёв — студент
- Лилия Гриценко — крепостная актриса
- Георгий Гумилевский — солдат
- Лев Колесов — Андрей Александрович Краевский, издатель журнала "Отечественные записки"
- Валентин Лебедев — преподаватель истории средних веков
- Евгений Новиков — юный студент
- Николай Симонов — помещик
- Александр Соколов — оппонент Белинского
- Николай Трофимов — типографский рабочий
- Аркадий Трусов — урядник
- Бруно Фрейндлих — профессор Щепловидов
- Николай Черкасов — эпизод
- Владимир Ляхов — Андрей Сергеевич

## Съёмочная группа
- Сценарий — Юрий Герман, Елена Серебровская, Григорий Козинцев
- Режиссёр-постановщик — Григорий Козинцев
- Операторы — Андрей Москвин, Сергей Иванов, Марк Магидсон
- Композитор — Дмитрий Шостакович
- Художник — Евгений Еней
- Звукооператор — Илья Волк
- Оркестр и хор Ленинградского радиокомитета
Дирижёр — Николай Рабинович
- Директор картины — Михаил Шостак

## Оценки
В год премьеры автор журнала «Искусство кино» утверждал, что фильм, получивший единодушную отрицательную оценку в печати за нехудожественность или псевдохудожественность, представляет собой выражение неправильных тенденций в историко-биографических фильмах.
Виктор Распопин отмечал: 

...сам по себе фильм сегодня <…> СМОТРИТСЯ, больше того — зажигает. И не только потому, что все исполнители, физиономически замечательно похожие на потреты в учебниках, играют старательно, хорошо, иные и вдохновенно, как, например, Сергей Курилов, слишком, правда, здоровый, красивый, чуть ли даже не вальяжный, слишком богатырь для худосочного, чахоточного Белинского, слишком уж „неистовый Виссарион“ для того первого петербургского разночинца-литератора, который если и жил вообще, то — на бумаге, для бумаги и ради бумаги, не только потому что музыка Шостаковича способна заставить выпрыгнуть из уютного кресла и самого законченного мещанина под хмельком, не только потому что камеры Москвина — Иванова — Магидсона с одинаковым размахом таланта представляют и портретную галерею, и сам воздух России, всегда раздольный и вечно предгрозовой, не только вопреки заидеологизированному сценарию, составленному из тщательно отобранных, „правильных“ цитат, увы, писательскую мысль скорее выхолащивающих, нежели сколько-нибудь глубоко представляющих… Зажигает мощная, ни с чем и ни с кем (кроме Гоголя — чёртов этот Гоголь!) не считающаяся, революционная убеждённость создателей картины.
Кинокритик Игорь Беленький отмечает, что фильм трудно назвать биографическим, поскольку «никаких биографических подробностей нам с экрана не сообщают», а сам Белинский представлен как «благообразный господин с аккуратно зачёсанными волосами», который «сильно смахивает на секретаря ЦК КПСС периода позднего Сталина или раннего Хрущёва». «В пространстве фильма этот элегантный господин по фамилии Белинский занят исключительно тем, что поучает Лермонтова, Некрасова, Тургенева, рассказывая им, как и что надлежит писать; обнимается с Герценом и Щепкиным; почтительно склоняется перед Гоголем, чтобы в итоге осудить его за „Выбранные места из переписки с друзьями“; наконец, произносит гневные отповеди не то Булгарину, не то ещё кому-то, столь же малопочтенному и малоприятному. Привлекает манера общения Белинского с другими литераторами — он приветствует их попросту: „Здравствуйте, Лермонтов!“ или „Привет, Некрасов“ <…> [Некрасов] в пространстве фильма почему-то выполняет функции чуть ли не секретаря Белинского, следуя за ним по пятам и всякий раз искательно заглядывая ему в глаза».